# Buenavista Palma de Romero
Buenavista Palma de Romero är en ort i Mexiko.   Den ligger i kommunen San Juan del Río och delstaten Querétaro Arteaga, i den sydöstra delen av landet, 130 km nordväst om huvudstaden Mexico City. Buenavista Palma de Romero ligger 2 162 meter över havet och antalet invånare är 497.
Terrängen runt Buenavista Palma de Romero är kuperad norrut, men söderut är den platt. Runt Buenavista Palma de Romero är det ganska tätbefolkat, med 179 invånare per kvadratkilometer. Närmaste större samhälle är San Juan del Río, 7,3 km nordväst om Buenavista Palma de Romero. I omgivningarna runt Buenavista Palma de Romero växer huvudsakligen savannskog.